# براونزبرگ
براونزبرگ (به لاتین: Brownsberg) یک کوهستان در سورینام است که در ناحیه بروکوپوندو واقع شده‌است. براونزبرگ ۵۱۵ متر بالاتر از سطح دریا واقع شده‌است.